# Brachyrhamdia meesi
Brachyrhamdia meesi är en fiskart som beskrevs av Sands och Black, 1985. Brachyrhamdia meesi ingår i släktet Brachyrhamdia och familjen Heptapteridae. Inga underarter finns listade.